# Acanthochitona gatliffi
Acanthochitona gatliffi är en blötdjursart som beskrevs av Edwin Ashby 1919. Acanthochitona gatliffi ingår i släktet Acanthochitona och familjen Acanthochitonidae. Inga underarter finns listade i Catalogue of Life.